# Ansbach-Triesdorfer

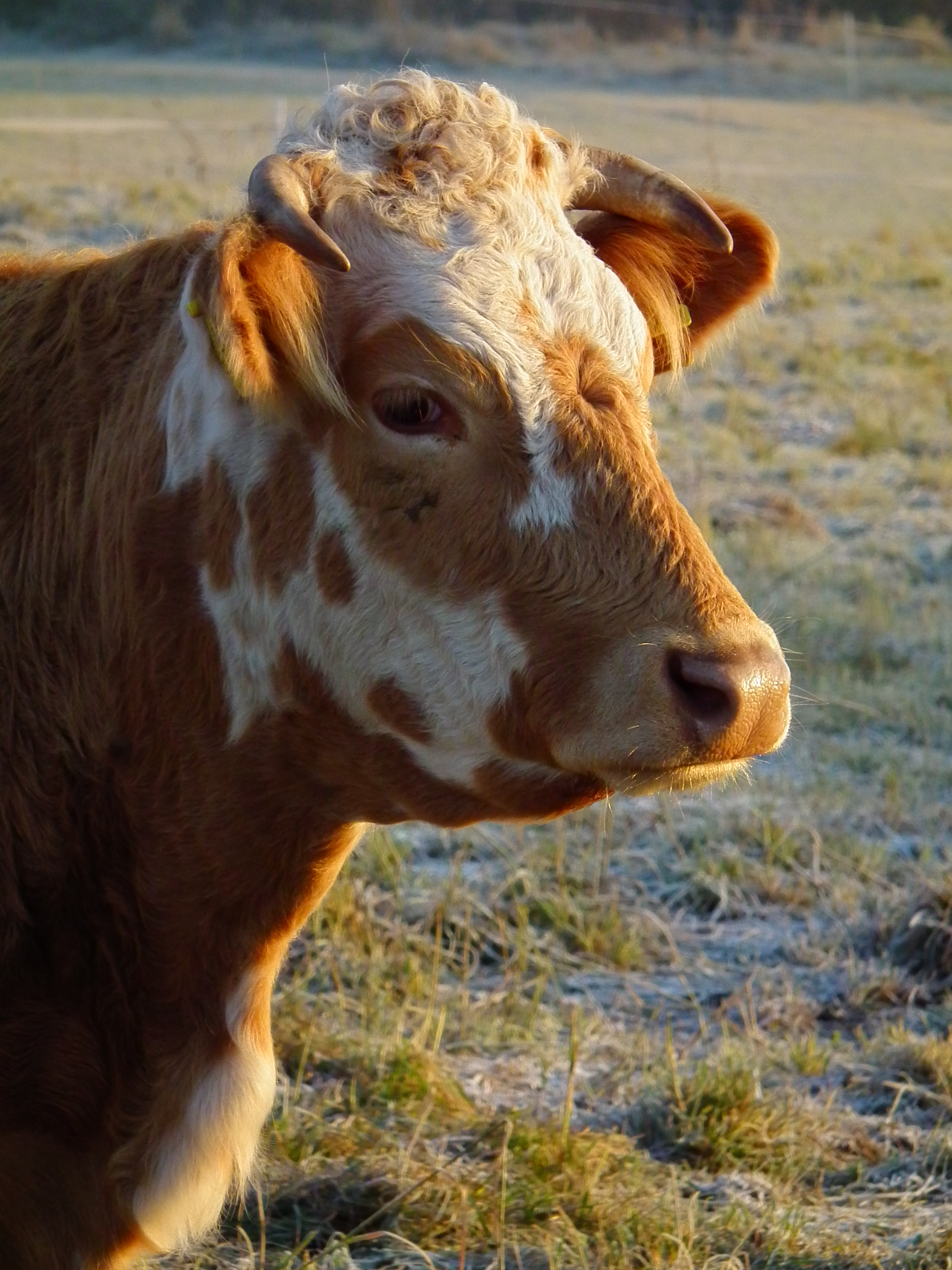
Ansbach-Triesdorfer Rind

Das Ansbach-Triesdorfer Rind, auch Triesdorfer Tiger genannt, ist ein altfränkisches Hausrind. Es handelt sich um mittelgroße, rot-weiß kleingescheckte Tiere. Der Körperbau ist kräftig, die Hörner sind in der Regel weit nach außen und hinten gestellt. Männliche Tiere wiegen rund 1100 Kilogramm, Kühe rund 700 Kilogramm. Seinen Namen hat das Rind nach dem Standort der markgräflichen Ökonomie (Gutshof) in Triesdorf. Der Triesdorfer Tiger war das erste Rind, bei dem durch ein langjähriges Zuchtprogramm versucht wurde, gewünschte Eigenschaften gezielt zu erreichen. Die Ansbach-Triesdorfer waren in der Mitte des 19. Jahrhunderts eine populäre Dreinutzungsrasse in Süddeutschland, stehen aber inzwischen auf der Roten Liste gefährdeter Haustierrassen. Die Erfahrungen bei der Zucht des Triesdorfer Tigers flossen wesentlich in die Fleckviehzucht mit ein.

## Geschichte der Rasse
Die Geschichte des Ansbach-Triesdorfer Rindes ist eng verwoben mit der Geschichte des Hauses Brandenburg-Ansbach, welches in Triesdorf eine Sommerresidenz unterhielt. Später war der staatliche Gutshof, der aus der Sommerresidenz entstand, maßgeblich an der Zucht und Entwicklung des Triesdorfer Tigers beteiligt.

### Erste Versuche mit holländisch-friesischen Rindern
Die Ansbacher Markgrafen waren dem niederländischen Königshaus Oranien freundschaftlich verbunden. Die dortigen schwarzbunten holländisch-friesischen Rinder beeindruckten Markgraf Carl Wilhelm Friedrich wegen ihrer Größe und Milchleistung so stark, dass er 1740 insgesamt 21 Kühe und Bullen aus Holland zur reinrassigen Weiterzucht auf seinem Gutsbetrieb nach Triesdorf treiben ließ. Die Tiere waren auch zur Einkreuzung in die umliegenden bäuerlichen Bestände gedacht. In den nächsten Jahren wurden weitere Kühe und ein Zuchtbulle gekauft und an Bauern verteilt, um die Rasse in Franken zu verbreiten.
Bis zu diesem Zeitpunkt hielten die ansbachischen Bauern Rinder der alten Angler Rinderrasse, kleine robuste Rinder, die auch als Zugtiere dienten. Das vom Markgrafen favorisierte schwarzbunte holländisch-friesische Rind war aber genau der Gegentyp des Rotviehs; es war an das raue Klima und die schlechte Futtergrundlage in Mittelfranken nicht angepasst. Die feingliedrigen holländischen Kühe eigneten sich nur bedingt für Zugarbeiten, zum Teil hatten die Tiere Fehlstellungen der Gliedmaßen und waren dann gar nicht als Zugtier geeignet. Auch der fehlende Fettansatz machte die Tiere unbeliebt: tierisches Fett wurde zur Talggewinnung benötigt. Die höhere Milchleistung der holländischen Kühe hingegen war bei den fränkischen Bauern gar nicht erwünscht, da Vermarktungsmöglichkeiten durch fehlende Kühltechnik und schnelle Transportmöglichkeit für die Milch fehlte.
Für eine Reinzucht hätten ständig weitere Tiere nachgekauft werden müssen, um Inzucht zu vermeiden. Da das Vieh in damaliger Zeit zu Fuß getrieben werden musste und zahlreiche Zollgrenzen Deutschland durchzogen, stellte der Import aus Holland große Anforderungen an den Landesvater.

### Einkreuzung von Berner Schecken
Trotz dieses Misserfolgs hielten die Markgrafen an ihrem Ziel fest, die Rinderzucht in ihrem Herrschaftsbereich zu verbessern. In den folgenden 150 Jahren entwickelten sie das erste Zuchtprogramm für Rinder mit klar definierten Zuchtzielen auf deutschem Boden.
Der Sohn Carl Wilhelm Friedrichs, Carl Alexander, ließ 1757 durch seinen Stallmeister Baron von Mardefeld schwarzbunte Höhenrinder (Berner Schecken) aus der Westschweiz ankaufen und nach Triesdorf treiben. Diese schweren Tiere waren für Arbeit und Mast besser geeignet als die holländische Rasse. Sie wurden als grobknochig, gut bemuskelt und mit mäßigem Euteransatz beschrieben. Die Kühe wogen rund 850 kg. Die Einkreuzung der Schweizer Rasse in die Rotviehbestände war so erfolgreich, dass 1780 weitere 24 Kühe und ein Bulle aus den Schweizer Kantonen Bern und Freiburg nach Triesdorf gebracht wurden. Durch den mehrmaligen Zukauf von Schweizer Vieh wandelte Markgraf Alexander die unter seinem Vater „Holländerey“ genannte Viehhaltung in eine „Schweizerey“. Von Triesdorf ausgehend bezeichnet man seitdem Personal in der Rinderhaltung als Schweizer, eine Bezeichnung, die sich vor allem in der süddeutschen Mundart bis heute erhalten hat.
In der zweiten Hälfte des 18. Jahrhunderts waren die Triesdorfer Kreuzungsrinder auf allen Viehmärkten zu sehen. Sie wurden nicht nur in Nürnberg und Mannheim aufgetrieben, sondern auch in Straßburg und Paris, da ihr Fleisch als feinfaserig und zart galt. Seine beiden schönsten Kreuzungsrinder ließ der markgräfliche Stallmeister Baron von Mardefeld um 1770 in Öl malen. Die Gemälde hängen heute noch im Roten Schloss, der Triesdorfer Tierhaltungsschule.

### Triesdorf unter preußischer Verwaltung
Nachdem Triesdorf 1792 unter preußische Herrschaft gekommen war, wurde die Milchviehhaltung verpachtet. Durch mehrmals auftretende „Viehseuchen“ (Enzootische Leukose der Rinder), letztmals 1800, ging der gesamte Rinderbestand der Triesdorfer Domäne verloren. Nach einem Beschluss der preußischen Kriegs- und Domänenkammer wurde von Mardefeld sofort zum Ankauf von 17 Berner Schecken-Kühen und einem Bullen in die Schweiz geschickt. Mehrmalige Ausbrüche der Maul- und Klauenseuche, der Lungenseuche der Rinder und Vergiftungen durch die Herbstzeitlose stellten eine ständige Gefährdung der Zuchtarbeit dar. Wenn aus der Umgebung eine Rinderkrankheit bekannt wurde, wurden die vier Triesdorfer Tore geschlossen, und da Triesdorf von der Roten Mauer, komplett umschlossen wurde, konnte eine für damalige Verhältnisse sehr gute Seuchenhygiene erreicht werden.

### Zucht unter bayerischer Verwaltung

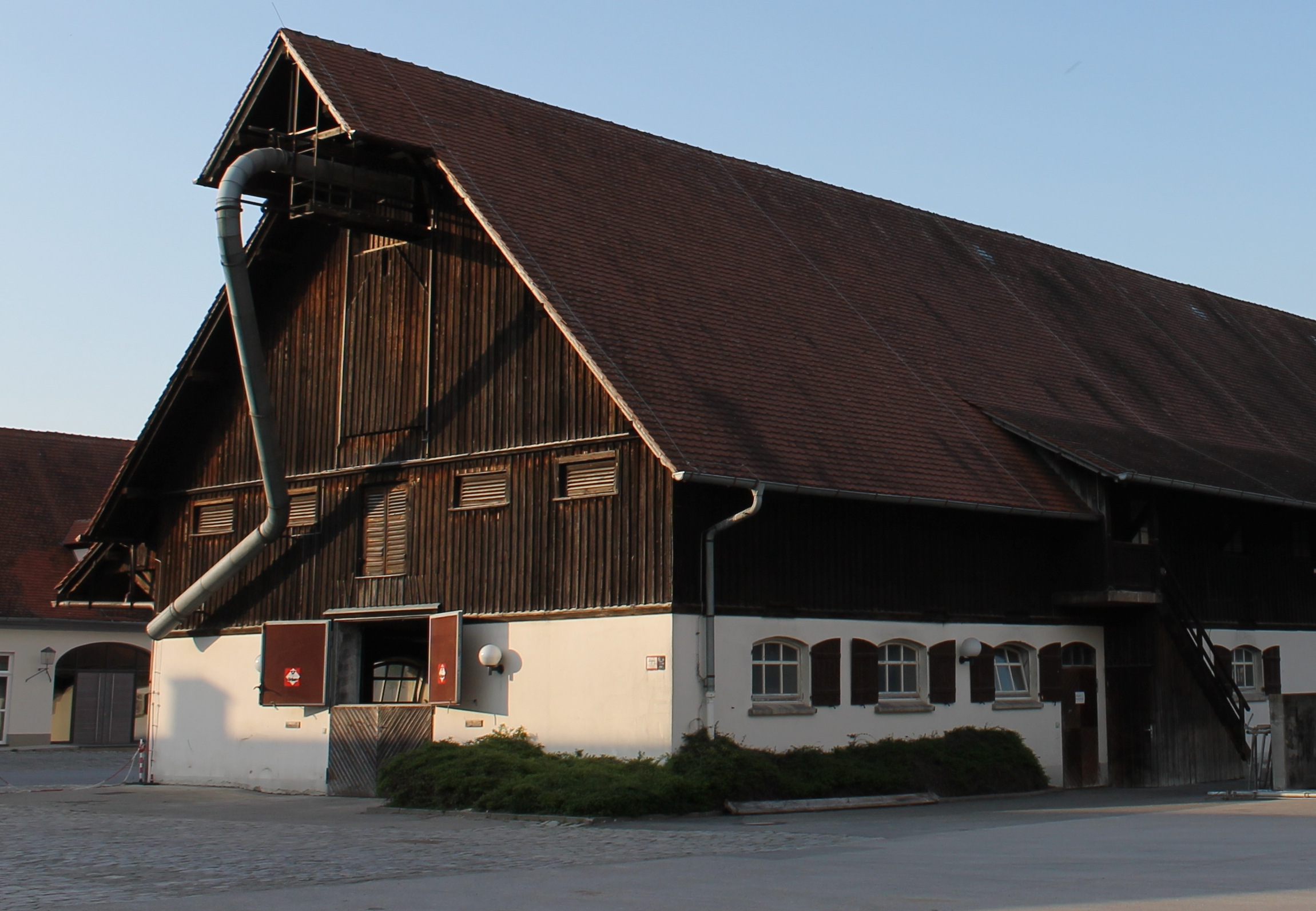
Ehemaliger Kuhstall der Landwirtschaftlichen Lehranstalten Triesdorf, dem Nachfolgebetrieb der markgräflichen Ökonomie und ehemaliges Zentrum der Zuchtarbeit.

1806 wurde Triesdorf bayerisch und man griff man zunächst einmal wieder auf das Schweizer Niederungsvieh zurück, setzte später auch Simmentaler ein. Erst 1839 aber übernahm die Triesdorfer Ökonomie die Meierei und Käserei wieder in eigener Regie und stellte hierzu einen Käsermeister aus dem Schweizer Kanton Unterwalden an. Bis 1844 stieg der Rinderbestand in der Kreisviehzuchtanstalt Triesdorf auf 132 Tiere an (1 Bulle, 43 Kühe, 18 Kalben, 56 Kälber und 14 Ochsen). In jenem Jahr wurden 52.000 Maß Milch (ungefähr 420 l pro Kuh), 399 Pfund Butter und 253 Laib Käse erzeugt. Die Einkreuzungen setzten sich bis 1890 fort, so dass schließlich neun Rassen im Ansbach-Triesdorfer Rind vereinigt waren, und zwar:
- fränkisches Rotvieh
- einfarbig rotes Höhenvieh
- schwarzbunte Friesen
- schwarzweiße Freiburger
- gelbweiße Simmentaler
- einfarbig graubraune Schweyzer
- einfarbig graubraune Allgäuer
- einfarbig graugelbe Mürztaler aus der Steiermark
- rotbunte Breitenburger aus Holstein.

Der Grund für diese breite Einkreuzung lag in der damals populären Konstanztheorie August von Weckherlins, der zufolge man annahm, dass man erwünschte Eigenschaften erhalte, indem man Rassen einkreuzte, die über diese Eigenschaften in besonderem Maße verfügten. Diese aus heutiger Sicht falsche Annahme führte dazu, dass sich ein einheitlicher Typ nie ausbilden konnte – streng wissenschaftlich ist es daher falsch, vom Ansbach-Triesdorfer Rind als einer Rasse zu sprechen. Darüber hinaus wurde die Kleinfleckung, die zum umgangssprachlichen Namen „Triesdorfer Tiger“ führte, zum Zuchtziel erhoben. Beim Rind stellt die Kleinfleckung allerdings das deutlichste äußere Merkmal der hochgradigen Heterozygotie dar, es handelt sich also um eine instabile Gebrauchskreuzung – dies wird auch in einer Rassebeschreibung von 1900 deutlich, bei der das Gewicht der Kühe zwischen 400 und 700 kg schwankt. Ochsen konnten bis 900 kg schwer werden, die Milchleistung der Kühe betrug je nach Arbeitseinsatz zwischen 1700 und 2100 kg pro Jahr. Die Mastfähigkeit wurde als sehr gut beschrieben.

## Höhepunkt der Verbreitung und Niedergang

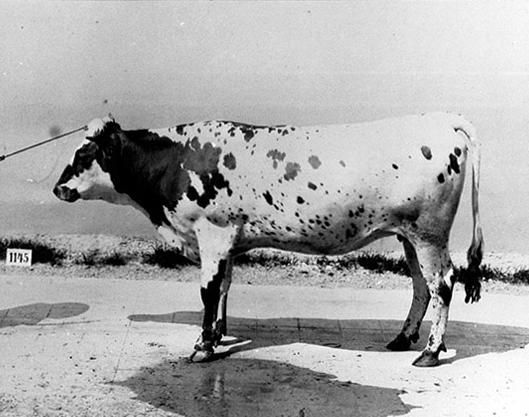
Ansbach-Triesdorfer Sieger-Färse auf der DLG-Ausstellung 1893 in München

Den Höhepunkt ihrer Verbreitung erreichten die Triesdorfer Tiger Mitte des 19. Jahrhunderts in den fränkischen Regierungsbezirken, im Regierungsbezirk Schwaben und im nördlichen Niederbayern. Doch bereits 1884 überholte das Fleckvieh den Triesdorfer Tiger in seiner mittelfränkischen Heimat zahlenmäßig. Auf den schnellen Aufstieg folgte ein schneller Fall: 1896 lebten noch rund 190.000 Triesdorfer Tiger, 1906 waren es noch 90.000 Exemplare, 1925 gab es in den Landkreisen Ansbach und Dinkelsbühl gerade noch 12 gekörte Bullen, insgesamt lebten noch 2500 Tiere. Dieser schnelle Rückgang war auch eine Folge der veränderten Gesetzeslage: Das bayrische Körgesetz von 1888 erkannte nur noch getigerte Exemplare an – da aufgrund der Heterozygotie aber auch großgefleckte Tiere und reinfarbig braune Tiere auftraten, fiel ein Großteil der Vererber schlagartig weg. Des Weiteren konnten auch getigerte Exemplare großgefleckte oder einfarbige Exemplare hervorbringen, was zu einem weiteren Rückgang der anerkannten Population führte. Da Vererber fehlten, setzte man vielfach Simmentaler Fleckviehbullen auf Tiger-Kühen ein.
Noch entscheidender für den schnellen Niedergang war allerdings, dass die negativen Erfahrungen mit dem Triesdorfer Tiger in die Fleckviehzucht eingeflossen waren und man dort bewusst den Schritt von der Dreinutzungs- zur Zweinutzungsrasse ging, also der Milch- und Fleischleistung der Tiere gegenüber der Arbeitsleistung den Vorzug gab, eine nach Erfindung des Verbrennungsmotors und seinem Einzug in der Landwirtschaft im Nachhinein betrachtet richtige Entscheidung. Weiterhin betrieb man die Zucht beim Fleckvieh hauptsächlich durch Auslese innerhalb der Rasse und nahm Einkreuzungen nur sehr selten und kontrolliert vor, was zu stabilerem Tiermaterial führte.
Ab 1919 wurde die Zucht der Ansbach-Triesdorfer nur noch von Kleinbauern betrieben, da die offizielle Zuchtbuchführung eingestellt wurde. Es verblieben Restbestände im Raum Uffenheim und Leutershausen, nördlich von Ansbach und im Altmühltal.

## Heutiger Stand

### Rassekennzeichen

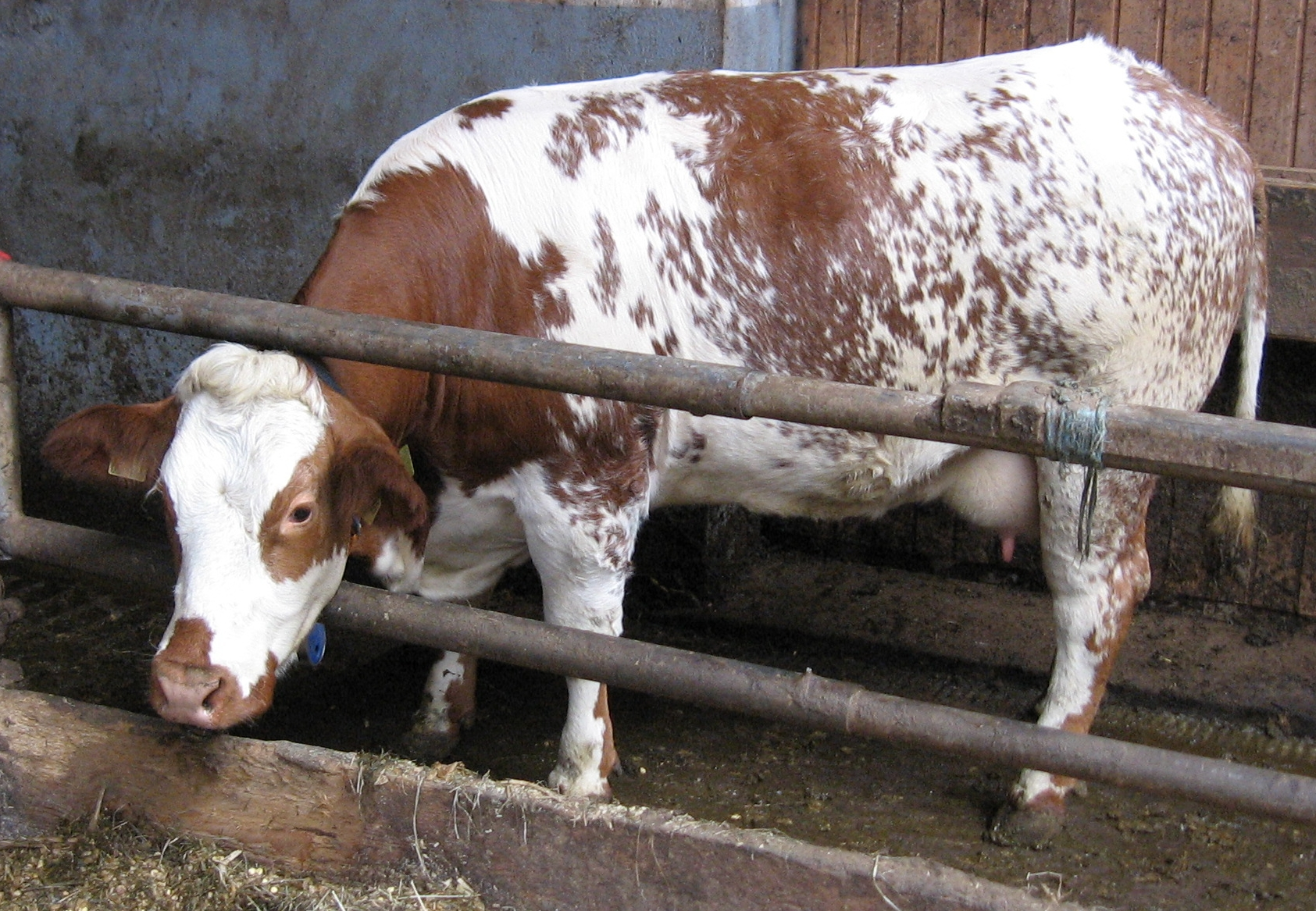
Die letzte noch lebende Ansbach-Triesdorfer Kuh mit der charakteristischen Sprenkelzeichnung

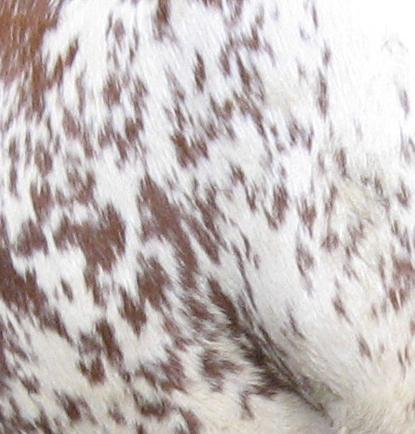
Namensgebende kleingefleckte Fellzeichnung bei einem Triesdorfer Tiger

Die Tiere sind kleingescheckt und haben ein charakteristisches, dunkles Flotzmaul. Die Farbabstufungen des Fells variieren von Hellgelb bis zu dunklem Rotbraun, ebenso ist der Anteil der braunen Flecken sehr variabel. Es treten mehrheitlich weiße und mehrheitlich braune Tiere auf. Auffälligste Abgrenzung zum Fleckvieh ist hierbei, dass auch der Kopf gefleckt ist, während das Fleckvieh stets einen weißen Kopf, maximal mit dunklen Augen- oder Backenflecken, besitzt. Ebenfalls im Gegensatz zum Fleckvieh ist die Scheckung beim Ansbach-Triesdorfer kleiner strukturiert, was ihm den Beinamen Tiger eingebracht hat. Die Klauen des Ansbach-Triesdorfers sind im Vergleich sehr hart. Um auf den klassischen fränkischen, mit Lesesteinen belegten Feldwegen laufen zu können, ohne Klauenschäden davonzutragen, wurde speziell auf dieses Merkmal hingezüchtet.
Im Vergleich zu anderen älteren Rassen wie dem Fleckvieh, welches als Zweinutzungsrasse auf die Fleisch- und Milchproduktion hingezüchtet wurde, ist der Triesdorfer Tiger, wie auch das Murnau-Werdenfelser-Rind, das Harzer Rotvieh, die fränkischen Limpurger oder die Pinzgauer ein Dreinutzungsrind zur Fleisch- und Milchproduktion und zur Zugarbeit.

### Rassebeschreibung
Die Zentrale Dokumentation Tiergenetischer Ressourcen in Deutschland (TGRDEU) dokumentiert nach dem Tierzuchtgesetz (TierZG) im Auftrag des Bundesministeriums für Ernährung, Landwirtschaft und Verbraucherschutz (BMELV) den Stand der Zucht in Deutschland gehaltener Nutztierarten. Zum Ansbach-Triesdorfer Rind sind folgende Merkmale und Eigenschaften dokumentiert, die den derzeitigen Stand der Zucht abbilden:

#### Gefährdungsstatus
In der Roten Liste der Gesellschaft zur Erhaltung alter und gefährdeter Haustierrassen (GEH) wird der Triesdorfer Tiger nach dem Stand von 2019 in der Kategorie I (extrem gefährdet) geführt. Der Bestand im Herdbuch in Deutschland umfasste 2017 acht Bullen und 101 Kühe.
| Rote Liste der IUCN       | Phänotypische Erhaltungspopulation |
| Gefährdungsstatus der EVT | kritisch gefährdet                 |
| Gefährdungsstatus der FAO | kritisch                           |

1. ↑  International Union for Conservation of Nature and Natural Resources
2. ↑  Europäischen Vereinigung für Tierproduktion
3. ↑  Food and Agriculture Organization of the United Nations

#### Bestandsentwicklung
| Jahr | weibliche Tiere | männliche Tiere |
| ---- | --------------- | --------------- |
| 1997 | 35              | 2               |
| 1998 | 51              | 20              |
| 2000 | 25              | 1               |
| 2009 | 30              | 3               |
| 2010 | 65              | 5               |

Die Population bestand 2010 noch aus 70 Tieren. Triesdorfer Tiger gelten daher als eine extrem gefährdete Haustierrasse, der dauerhafte Erhalt ist fraglich. Der langjährige Leiter der Triesdorfer Tierhaltungsschule Horst von Zerboni äußerte sich skeptisch zum Erhalt, da viele Ansbach-Triesdorfer inzwischen einen Fremdgenanteil in sich tragen und das Zuchtmaterial einem „genetischen Konglomerat“ gleiche.
Das Bayerische Staatsministerium für Ernährung, Landwirtschaft und Forsten fördert daher die Weiterzucht des Ansbach-Triesdorfer Rindes, erlaubt allerdings einen Fremdgenanteil von 12,5 % bei den geförderten Tieren. Auch in der Triesdorfer Heimat hat man sich inzwischen wieder dem Triesdorfer Tiger angenommen: in den dortigen Landwirtschaftlichen Lehranstalten werden wieder zwei Mutterkühe nebst Nachzucht der Tigerrasse gehalten.
1992 wurde der „Verein zur Erhaltung des Ansbach-Triesdorfer Rindes e. V.“ gegründet, der Triesdorfer Tiger wird von im Verein zusammengeschlossenen Landwirten weitergezüchtet. Derzeit werden in 12 rinderhaltenden Betrieben die Restbestände der Ansbach-Triesdorfer Rinder züchterisch betreut. Der Verein identifiziert mittlerweile 20 voneinander unabhängigen Kuhlinien, während 1995 erst elf Kuhlinien bekannt waren.